# Tuffi ai campionati europei di nuoto 2016 - Trampolino 3 metri sincro maschile
La competizione di tuffi dal trampolino 3 metri sincro maschile dei Campionati europei di nuoto 2016 si è disputata la sera del 13 maggio 2016 presso il London Aquatics Centre di Londra. In totale si sono contese il podio 7 coppie di atleti.

## Medaglie
| Posizione | Atleti                            | Paese       |
| --------- | --------------------------------- | ----------- |
| Oro       | Jack Laugher Christopher Mears    | Regno Unito |
| Argento   | Il'ja Zacharov Evgenij Kuznecov   | Russia      |
| Bronzo    | Illja Kvaša Oleksandr Horškovozov | Ucraina     |

## Risultati
| Pos. | Atleti                            | Nazionalità | Punti  |
| ---- | --------------------------------- | ----------- | ------ |
|      | Jack Laugher Christopher Mears    | Regno Unito | 456.81 |
|      | Il'ja Zacharov Evgenij Kuznecov   | Russia      | 445.23 |
|      | Illja Kvaša Oleksandr Horškovozov | Ucraina     | 439.86 |
| 4    | Andrzej Rzeszutek Kacper Lesiak   | Polonia     | 381.45 |
| 5    | Constantin Blaha Fabian Brandl    | Austria     | 365.85 |
| 6    | Simon Rieckhoff Jonathan Suckow   | Svizzera    | 350.43 |
| 7    | Jaŭhen Karalëŭ Juryj Naŭrozaŭ     | Bielorussia | 346.02 |